# Llac Baikal
|  | Aquest article tracta sobre el llac de Sibèria. Vegeu-ne altres significats a «Baikal». |

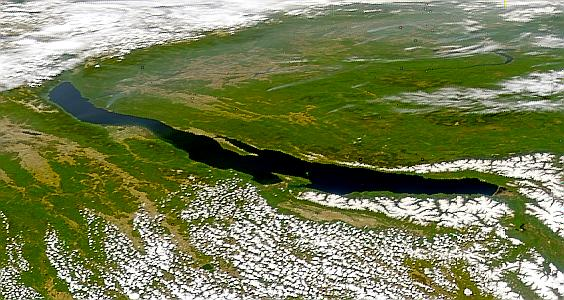
El llac Baikal vist des del sud-est.

El Baikal (també Dalai Nor o Dalai Nur; en rus Байкал) és un llac que es troba en el territori de Rússia, a la regió de la Sibèria oriental. L'etimologia popular fa derivar el seu nom de Bai kül (Llac ric).
Situat a una altitud sobre el nivell del mar de 455,5 m, té una extensió de 31.500 km², uns 636 km de llargària, una amplada d'entre 15 i 79 km, i uns 1.637 m de profunditat màxima, que el fan el llac de més fondària del món. Constitueix el llac amb la reserva d'aigua dolça més important del món, també és el llac amb les aigües més transparents i amb més de 25 milions d'anys d'existència és el més antic del planeta.
El Baikal és un llac d'origen tectònic, es va formar com un antic rift. A la zona hi viuen més de 1.700 espècies de plantes i animals, dos terços dels quals no es poden trobar en cap altra part del món, el 1996 la UNESCO el va incloure a la llista de béns naturals Patrimoni de la Humanitat. A la banda est del Baikal habiten tribus buriats que viuen de la cria de cabres, camells, vaques i ovelles, la temperatura de la zona varia des d'un mínim de −19 °C a l'hivern fins a un màxim de 14 °C a l'estiu, el Baikal es glaça durant la meitat de l'any a causa de la latitud.
Té un total de 336 rius que hi aboquen les seves aigües, entre ells el Selengà, el Barguzín, l'Angarà Superior, i només un riu que hi neix, l'Angarà, afluent del Ienissei. Durant el període geològic del Paleolític s'hi va desenvolupar una cultura al voltant que s'estenia des de l'Ural fins a l'Amèrica del Nord.
En el període mongol s'anomenava a la regió Barkudjin i als seus pobladors Barkut (nom conservat pel riu Barguzín). A la primera meitat del segle xvii fou conegut pels russos i poc després pels europeus en general.

## Geografia
El llac Baikal era conegut com el Mar del Nord a l'antiga Xina, llavors era al que es coneixia com a territori xiongnu. A Europa no es va conèixer gran cosa del llac fins que es va produir l'expansió de Rússia a Sibèria al segle xvii. El primer explorador rus que va arribar al Baikal va ser Kurbat Ivanov l'any 1643.
La línia fèrria del Baikal és una branca del Transsiberià amb 307 km i 40 túnels, i es va acabar el 1904. Abans, els vagons eren transportats en transbordadors des de Port Baikal fins a Bàbuixkin. Mentre el tren s'anava construint, una gran expedició hidrogeogràfica encapçalada per Fedor Kiríl·lovitx Drijenko va dibuixar el primer atles detallat del Baikal. L'antiguitat i l'aïllament d'aquest llac han produït una de les faunes d'aigua dolça més riques i inusuals del món.
El llac Baikal és un rift on l'escorça terrestre s'està separant. Amb els seus 636 km de llargària i 79 d'amplada és la major superfície d'aigua dolça d'Àsia (31.722 km²) a més de ser el llac de més fondària del món amb els seus 1642 metres. El fons del llac és a 1186,5 metres sota del nivell del mar, però per sota d'aquest hi ha uns 7 km de sediments, el que situa els fons del rift a una 8 o 11 km per sota de la superfície, això fa que sigui en rift continental més profund. En termes geològics aquest rift és jove i actiu, s'eixampla uns dos centímetres per any. La zona de la falla també és sísmicament activa, hi ha aigües termals i terratrèmols notables cada pocs anys. L'únic riu emissari és l'Angarà, un afluent del Ienissei.
S'estima que té entre 25 i 30 milions d'anys, un dels llacs més antics en la història geològica. És un cas únic entre els grans llacs situats a latituds altes perquè els seus sediments no han estat afectats per les glaceres continentals. Els estudis que van fer nord-americans i russos a la dècada del 1990 proporcionen un registre detallat de les variacions climàtiques durant els últims 250.000 anys. En un futur pròxim s'espera poder accedir a capes de sediments més profundes. El Baikal és, a més, l'únic llac d'aigua dolça on s'han trobat proves directes i indirectes de l'existència de l'hidrat de gas.

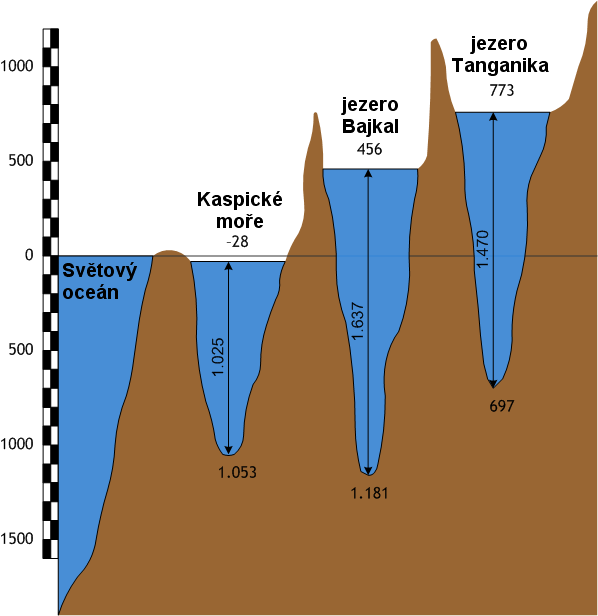
Esquema de la fondària dels llacs Baikal, Tanganika i la mar Càspia.

El llac està totalment envoltat de muntanyes elevades i escarpades. Les muntanyes Baikal, a la costa nord, i la taigà són tècnicament protegides com a parc nacional. El llac conté 27 illes, la més gran, Olkhon, fa 72 km de longitud i és la tercera illa més gran de les illes lacustres. El llac s'alimenta amb el cabal de tres-cents trenta-sis afluents. Els principals tributaris del Baikal són el Selengà, el Barguzín, l'Alt Angarà, el Turka, el Sarma i el Snéjnaia. El Baikal és drenat a través d'un únic emissari, el riu Angarà.
Les aigües estan ben barrejades i ben oxigenades al llarg de tota la columna d'aigua malgrat la gran fondària, i en contrast amb l'estratificació que es produeix en grans masses d'aigua com el llac Tanganyika o la mar Negra. Entre maig i juny i entre octubre i novembre, quan la temperatura del llac és d'aproximadament 4 °C (temperatura a la qual la densitat de l'aigua és màxima), es produeixen grans moviments de convecció que mesclen l'aigua de manera natural. Aquesta barreja permet l'oxigenació de l'aigua fins a 200 o 300 m de profunditat, el que afavoreix la fauna i la flora del llac.
A més de ser el llac més profund del món amb els seus 1.637 m de profunditat màxima, el Baikal és una de les depressions de més fondària de la Terra: la superfície del llac es troba a 455,5 metres sobre el nivell del mar i el punt més baix es troba a 1.185,5 metres sota el nivell del mar. La fondària mitjana del llac també és molt gran, −744,4 metres i depassa la de la majoria dels llacs més profunds.

## Clima

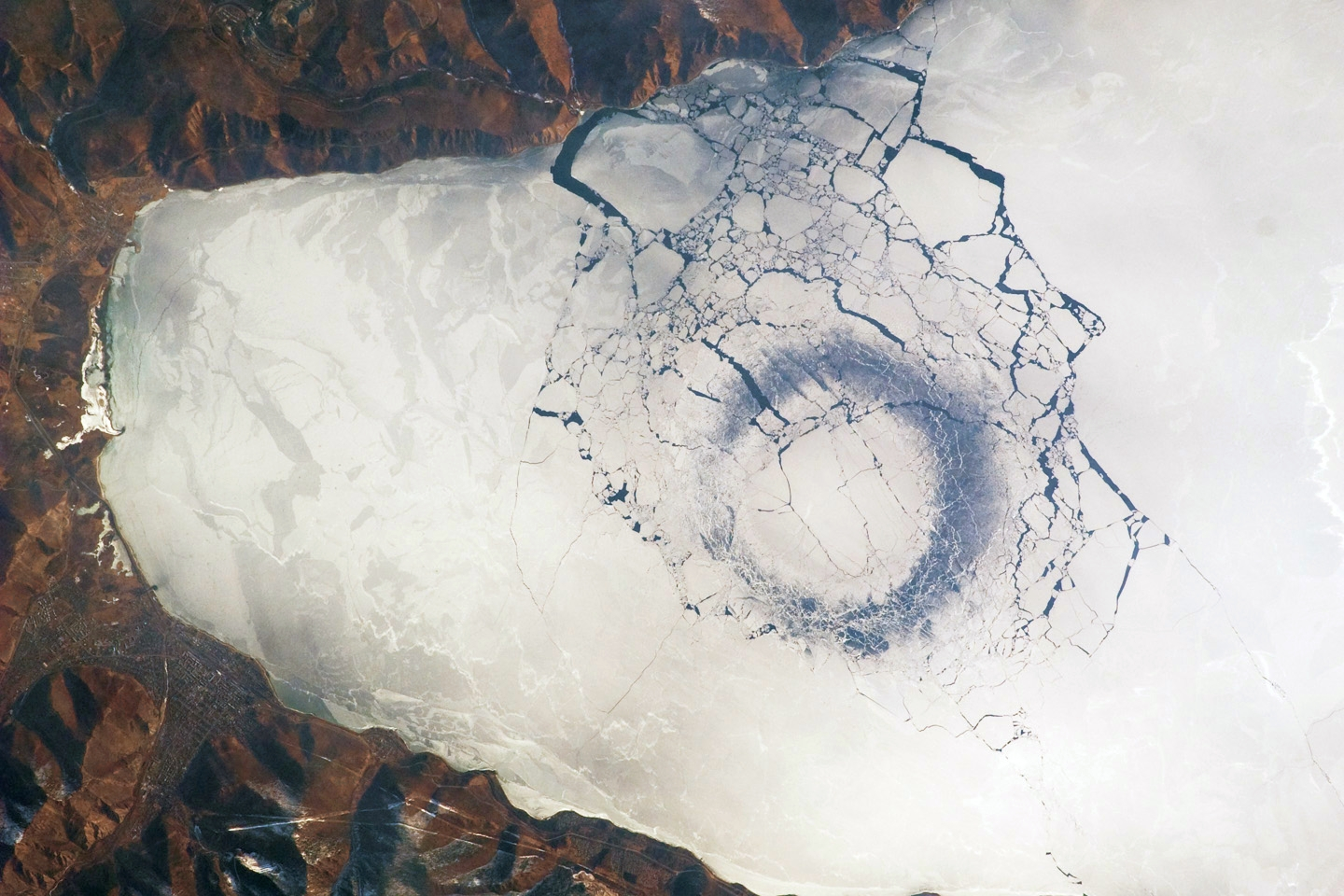
Un cercle de gel prim (de color més fosc) amb un diàmetre d'uns 4,4 quilòmetres; un punt on el gel es comença a trencar a l'extrem sud del llac.

Al voltant del llac hi ha un clima continental de tipus subàrtic de relativament suau que es correspon amb la taigà. Hi ha al voltant de 2.000 hores de sol a l'any, es desembre el mes menys assolellat amb 77 hores i juny el més assolellat amb 275 hores de sol. Hi ha al voltant de 450 mm de precipitació anual, amb els extrems situats al mes de febrer, amb tan sols 9 mm de precipitació, i el juliol amb 120 mm.
L'hivern, de novembre a març, és sec i fred amb unes temperatures mitjanes d'uns −20 °C. A les muntanyes que hi ha al voltant del llac la neu és present des de mitjan setembre fins a final de juny, mentre les valls són cobertes per la neu entre mitjan novembre fins a principis d'abril. Les temperatures poden arribar a baixar fins aproximadament els −50 °C.
La primavera d'abril a maig, i la tardor, de setembre a octubre, són estacions curtes amb només dos mesos cadascuna. Les gelades es poden donar fins al juny i recomencen novament des de final d'agost.
L'estiu, de juny a l'agost, és relativament càlid amb una temperatura mitjana durant el dia al voltant de 15 °C, però sovint se superen els 20 °C. L'estiu és l'estació a la que es produeix la major part de la pluja.
El llac exerceix una forta acció de mitigació sobre les temperatures extremes amb la seva enorme massa d'aigua, i el resultat és que la zona circumdant té uns hiverns menys freds i uns estius més frescos i humits que les zones més allunyades. A l'hivern el llac es veu afectat per la congelació prolongada de les aigües superficials, aquest gel tendeix a formar-se tard (al desembre) i a fondre's totalment vers el maig, a causa de la inèrcia tèrmica de la gran massa d'aigua. A l'hivern, el gruix del gel varia entre els 50 i els 70 cm permetent la circulació de persones i vehicles per la seva superfície.
Una característica de la zona són els vents canviants amb un sistema complex de vents que té un reflex en la gran varietat de noms locals. Un exemple és el sarma, un vent particularment fort que pot arribar als 40 m/s (144 km/h) i aixecar onades de 2 a 3 metres (arribant a més de 5m al centre del llac). El cop de vent més fort enregistrat ha estat de 50 m/s (180 km/h) a la vall del riu Sarma.

## Biòtop
Són pocs els llacs que poden competir amb el llac Baikal en termes de biodiversitat i en endemismes, més de 1.500 espècies només es troben en aquesta zona. Hi són comptabilitzats 2.595 animals i més de 1.000 plantes. Entre els animals el 56% de les espècies són endèmiques, com el cas de la cèlebre foca de Baikal (Phoca sibirica), l'únic mamífer que viu al llac, o el crustaci Epischura baikalensis que a més és el zooplàncton dominant representant entre el 80 i el 90% de la biomassa total del llac.
La foca del Baikal és una de les tres úniques poblacions de foca d'aigua dolça del món, les altres dues són subespècies de foca anellada. Possiblement l'espècie local més important és el Coregonus migratorius, un petit salmònid endèmic que és aprofitat per mitjà de la pesca i venut fumat als mercats de la zona i als viatgers del tren transsiberià.
De particular interès són les dues espècies del gènere Comephorus (Comephorus baicalensis i Comephorus dybowskii) del Baikal. Aquests peixos translúcids d'aletes llargues normalment viuen a profunditats de 200 a 500 metres, representen la major biomassa de peixos al llac i són la presa principal de la foca del Baikal.
El Thymallus baicalensis, un salmònid de natació molt ràpida i l'esturió del Baikal (Asipenser baerri baicalensis) són altres dues espècies endèmiques amb valor comercial. Al llac també s'hi troba una rica fauna d'invertebrats, com per exemple els cucs de la classe turbel·lari dels platihelmints, caragols i crustacis de l'ordre dels amfípodes.
A la conca del llac Baikal hi ha representades nombroses espècies de flora, com per exemple la cardigassa palustre (Cirsium palustre), que té a la zona la població més oriental de la seva àrea de distribució geogràfica.

### Jardí Botànic de la Universitat d'Irkutsk

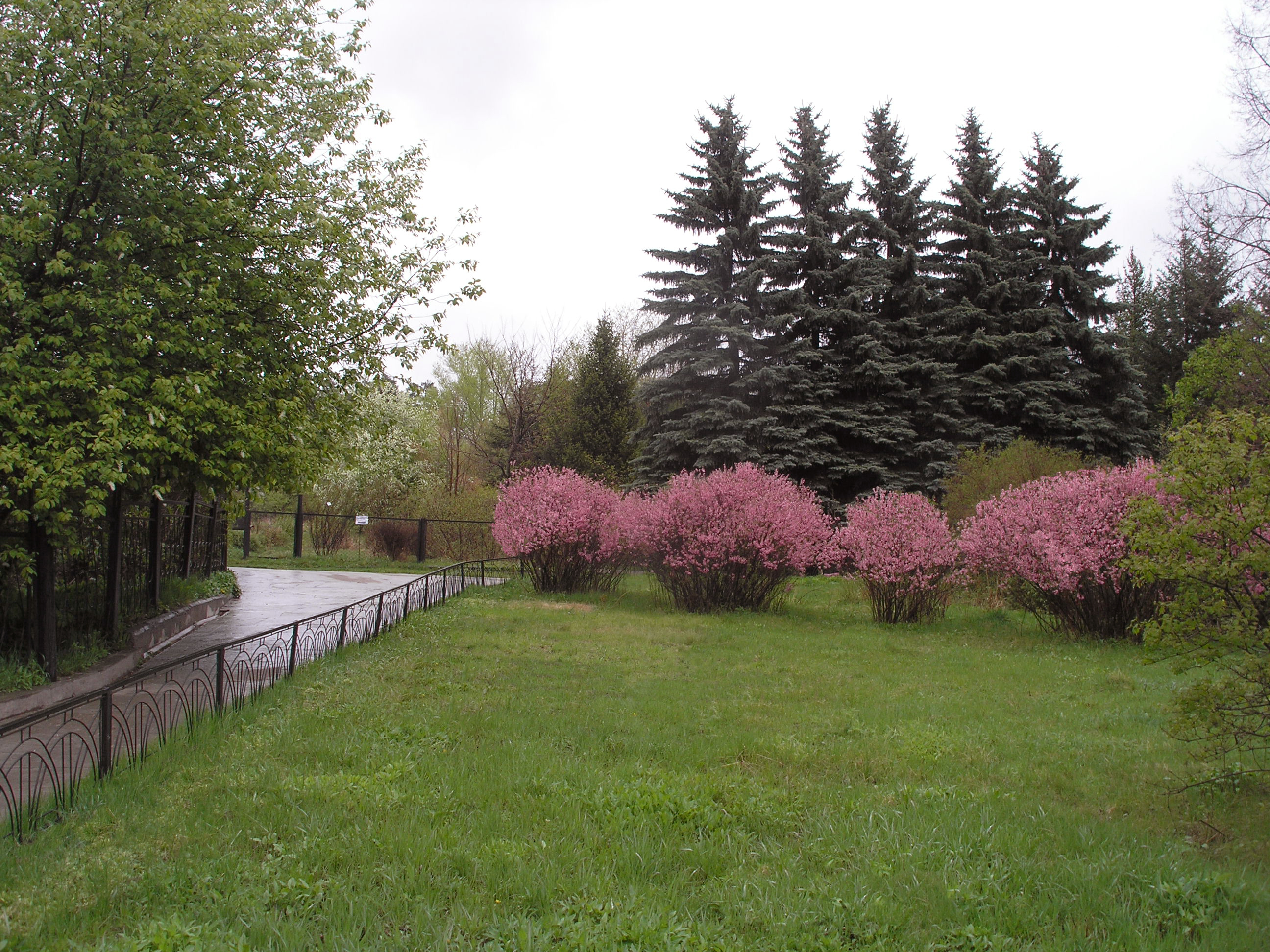
El jardí botànic d'Irkutsk

El Jardí Botànic de la Universitat d'Irkutsk és un jardí botànic de 27 hectàrees d'extensió dins de la ciutat d'Irkutsk, a uns 70 quilòmetres a l'oest del llac Baikal. Depèn administrativament de la Universitat d'Irkutsk. És membre del Botanic Gardens Conservation International (BGCI), i el seu codi de reconeixement internacional és 'BAIKL'.
Va ser creat l'any 1941, amb el propòsit de protegir i enriquir la flora de l'àrea del llac Baikal i del món mitjançant l'educació pública, la col·lecció, la propagació, la investigació, i la conservació de les plantes.
Aquest és l'únic jardí botànic a la regió d'Irkutsk que està inclòs en el directori internacional de jardins botànics. Està categoritzat per llei com un territori natural terminantment protegit dins de la capital de l'óblast d'Irkutsk.
Aquest jardí botànic alberga unes 3.000 tàxons de plantes en cultiu, agrupades en les:
- Exhibicions educatives amb col·leccions a l'aire lliure i hivernacles amb unes 600 espècies de plantes ornamentals i tropicals. Manté unes 300 espècies de plantes herbàcies i conté un herbari, un banc de llavors, i tres col·leccions vives: Col·lecció sistemàtica de plantes, herbes medicinals, i plantes rares i en perill d'extinció de Sibèria central.
- Dendrologia: Manté prop de 300 espècies d'arbres i d'arbusts de la Sibèria central i de l'extrem orient rus.
- Biotecnologia per a la propagació de plantes. Manté unes 200 espècies i varietats de plantes fruiters per a la propagació i la venda adreçada als jardins públics i els jardins particulars dels siberians.
- Departament de Manteniment.

Són de destacar les seves col·leccions de: Acer, Berberis, Caragana, Cerasus, Clematis, Crataegus, Crataegus, Euonymus, Lonicera, Padus, Populus, Rosa, Salix, Spiraea, Syringa i Tilia.

## Investigació
Diverses organitzacions estan duent a terme projectes d'investigació sobre la natura al llac Baikal. La majoria són organitzacions governamentals o associades amb organitzacions governamentals. El Centre de Recerca del Baikal és una organització independent de recerca que porta a terme projectes d'educació ambiental i de recerca.
El juliol del 2008 Rússia va iniciar una expedició per tractar d'arribar al fons del llac, es van utilitzar dos batiscafs anomenats Mir-1 i Mir-2 (Mir [Мир] que en rus significa «món» i «pau»), per assolir els 1.592 m del fons i dur a terme exàmens geològics i biològics del seu ecosistema únic. Tot i que inicialment es va reportar com un nou record d'immersió en aigua dolça, no va ser així, només es va arribar als 1.580 metres. A més la missió va haver de ser suspesa als pocs dies a causa d'un accident amb una plataforma. El record es troba actualment en mans d'Anatoli Sagalevitx amb 1.637 metres aconseguits també al llac Baikal el 1990 a bord d'un submergible de la classe Pisces.
Des de l'any 1993 es desenvolupen investigacions sobre els neutrins al Baikal, amb un telescopi de neutrins submergit (el Baikal Deep Underwater Neutrino Telescope o BDUNT). El telescopi NT-200 està situat a uns 3,6 km de la costa a una profunditat d'1,1 km i es compon de 192 mòduls òptics (OMs).

## Economia
Unes cinquanta mil persones viuen a prop del llac en condicions difícils. Els sòls són pobres i el peix i les patates són la base de l'alimentació diària. La construcció del ferrocarril Baikal-Amur va provocar una arribada de població a la zona. A l'extrem sud del llac, la vila de Sliudianka destaca per la fabricació de materials per a la construcció i el processament de peix.
La pesca es practica durant tot l'any, fins i tot a l'hivern després de perforar el gel. Les aigües del llac són molt oxigenades i, per tant, molt riques. El Coregonus migratorius és un peix molt popular per la seva carn saborosa i l'esturió pel seu caviar. El Baikal és una excel·lent via navegable en aquesta regió muntanyosa i de difícil accés, però resta coberta pel gel prop de la meitat de l'any i durant l'hivern tots els vaixells de pesca, turístics o per a l'exploració científica resten paralitzats als ports. El trànsit no es restableix fins al desglaç.

### Turisme

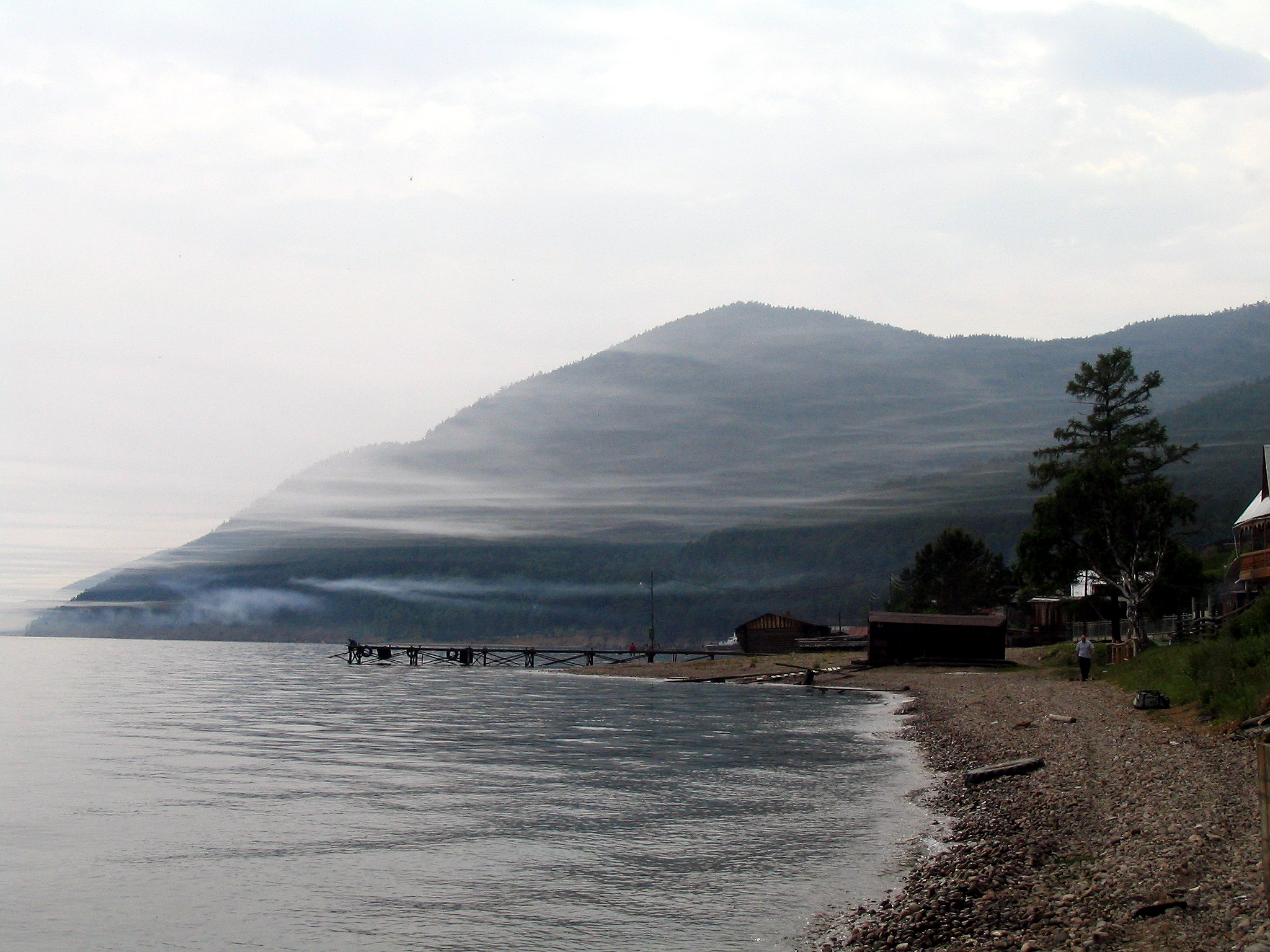
El llac a l'estiu vist des de Bolsxie Koti a la riba sud-est.

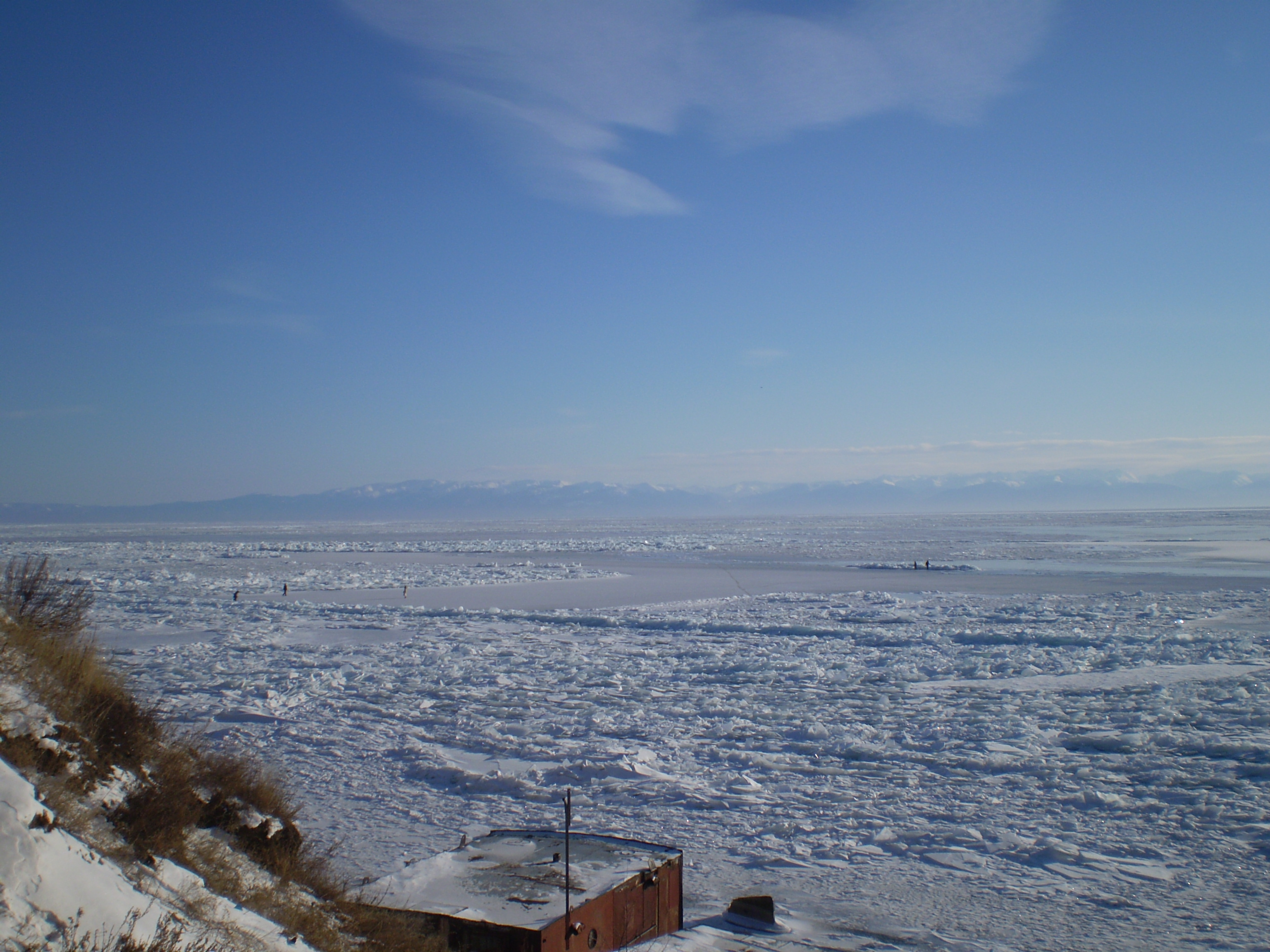
El llac a l'hivern, vist des del centre turístic de Listvianka. El gel és prou gruixut per a suportar gent caminant o motos de neu.

El llac Baikal, anomenat la Perla de Sibèria, ha esdevingut un punt d'atracció per a la indústria turística en els darrers anys provocant un auge econòmic de la zona.
El Baikal va ser declarat per la UNESCO com a Patrimoni de la Humanitat l'any 1996 i el 2007, el 2005 el govern rus va declarar la zona regió d'interès econòmic especial. La vila de Listvianka és on el turisme està més desenvolupat, amb restaurants, hotels i bones vies de comunicació. El pas del tren transsiberià per la zona, també contribueix a l'atractiu del llac. La creació del Great Baikal Trail (Большая Байкальская Тропа), una associació per promoure senders de gran recorregut, ha dotat la zona d'una xarxa de camins que permet els turistes practicar el senderisme.
A causa de l'enorme quantitat d'aigua del llac, la temperatura amb prou feines sobrepassa els 10 °C al juliol i l'agost, el que fa sigui poc adequat per al bany. Gràcies a la política de zones econòmiques especials el 2007 hi havia un projecte de construcció de nous hotels i àrees turístiques.

## Problemes ambientals

### La paperera del Baikal

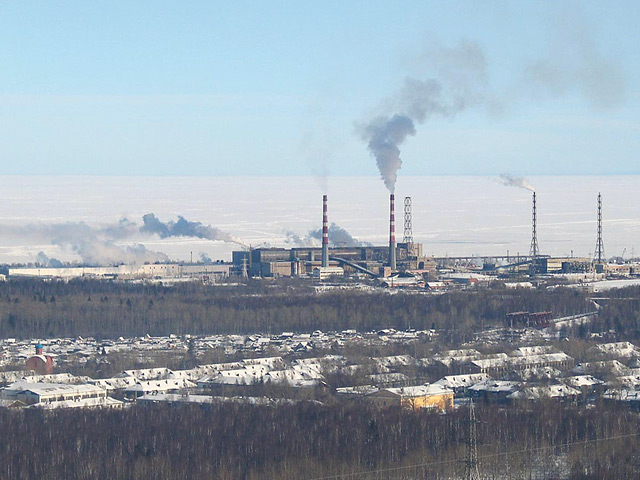
La paperera del Baikal

El 1966 es va construir una indústria paperera just a la línia de la costa, blanquejant el paper amb clor i abocant els residus al llac. Després de dècades de protesta, la planta va ser tancada el novembre del 2008 a causa de la manca de rendibilitat. El març del 2009 el propietari de la planta va anunciar que no tornaria a obrir mai més. Però el 4 de gener del 2010 es va reprendre la producció. El 13 de gener del 2010 Vladímir Putin va introduir canvis a la legislació per legalitzar el funcionament de la paperera, cosa que va provocar una onada de protestes dels ecologistes i la població local. Putin va justificar-ho adduint que els científics podien confirmar el bon estat de l'aigua i la pràctica absència de contaminació.

### Oleoducte Sibèria Est-Pacífic
La companyia estatal russa Transneft tenia el projecte de construir un oleoducte troncal que havia de passar a 800 metres de la riba del llac en una zona amb una activitat sísmica important. Els activistes mediambientals de Rússia com Baikalwave o Greenpeace i la població locals es van oposar a aquests plans, a causa de la possibilitat d'un vessament accidental de petroli que podria causar danys significatius al medi ambient. Però no va ser fins que el president rus de llavors, Vladímir Putin, va ordenar a la companyia de considerar una ruta alternativa a 40 km al nord per evitar els riscos ecològics que Transneft es va avenir a modificar els seus plans. Transneft va decidir llavors de fer passar la canonada lluny del Baikal de manera que no passarà a través de cap reserva natural. Els treballs de construcció de l'oleoducte van començar dos dies després que el president Putin va estar d'acord amb el canvi de ruta lluny del llac Baikal.

## Història
La zona propera la llac Baikal té una llarga història amb presència humana. Una primera tribu coneguda a la zona va ser la dels kurikans, avantpassats de dos grups ètnics: els buriats i els iacuts.
Situat a l'antic territori septentrional de la confederació xiongnu, el llac Baikal va ser un dels llocs de la guerra Han-Xiongnu, en la qual els exèrcits de la dinastia Han van perseguir i van derrotar les forces xiongnu, des del segle ii aC fins al segle i. Van deixar informes que el llac era un "mar enorme" (hanhai) i el van designar com a mar del Nord (Běihǎi) dels semi-mítics Quatre Mars. Els kurykans, una tribu de Sibèria que habitaven la zona al segle vi, li van donar l'actual nom que es tradueix en "molta aigua". Més tard, va ser anomenat "llac natural" (Baygal nuur) pels buriats i "llac ric" (Bay göl) pels iacuts. Els europeus poc van saber del llac fins que Rússia es va expandir a l'àrea al segle xvii. El primer explorador rus que va arribar al llac Baikal va ser Kurbat Ivanov l'any 1643.

### Exploració russa i conquesta
L'expansió russa a l'àrea ocupada pels buriats al voltant del llac Baikal entre els anys 1628-1658 és considerada part de la conquesta russa de Sibèria. Es va realitzar per primera vegada remuntant l'Angarà aigües amunt des de la localitat de Ienisseisk (fundada l'any 1619) i més tard desplaçant-se cap al sud des del riu Lena. Els russos havien sentit parlar per primera vegada dels buriats l'any 1609 a la ciutat de Tomsk. D'acord amb alguns relats populars explicats un segle després del fet, l'any 1623, Demid Pianda, que va poder haver estat el primer rus a arribar al Lena, va creuar des de la part superior del Lena a l'Angara i va aconseguir arribar a Ienisseisk. Vikhor Savin (1624) i Maksim Perfíliev (1626 i 1627-1628) van explorar el país tungús a l'Angarà Inferior. Cap a l'oest, la localitat de Krasnoiarsk, al Ienissei superior, va ser fundada l'any 1627 i des d'allà van partir cap a l'est una sèrie d'expedicions mal documentades. El 1628 Piotr Bekétov va trobar per primera vegada un grup de buriats i va aconseguir que li tributessin el iasak a la futura seu de Bratsk. L'any 1629, Iàkov Khripunov va sortir de Tomsk per trobar una mina de plata sobre la qual hi havia molts rumors. Els seus homes aviat van començar a saquejar tant els russos com els natius. S'hi va unir un altre grup de Krasnoiarsk, però van abandonar el país buriat quan van escassejar els aliments. La seva incursió va fer que fos difícil que altres russos entressin a la zona. L'any 1631 Maksim Perfíliev va construir un ostrog a Bratsk. La pacificació va tenir un èxit moderat, com que l'any 1634 va ser destruïda Bratsk i morta la seva guarnició. La història explica que els buriats, que no sabien com utilitzar armes de foc, van decidir cremar els mosquets, juntament amb els cosacs morts. El foc va provocar que les armes de foc es disparessin i matessin unes poques persones, la qual cosa va portar a pensar als buriats que els russos seguien lluitant després de morts. El 1635 Bratsk va ser reconstruïda per una expedició de càstig al comandament de Radukovski. El 1638 va ser assetjada de nou sense èxit.
L'any 1638 Perfíliev va creuar des de l'Angarà el riu Ilim fins a arribar al riu Lena i va descendir aigües avall fins a Oliókminsk. De retorn, va navegar pel riu Vitim a l'àrea oriental del llac Baikal (1640), on va escoltar informes sobre el país de l'Amur. L'any 1641 es va fundar en el curs superior del Lena una nova localitat, Verkholensk. El 1643 Kurbat Ivanov anà més enllà remuntant el Lena i es va convertir en el primer rus que va veure el llac Baikal i l'illa d'Olkhon. La meitat de la seva partida, al comandament de Skorokhódov, es va mantenir en el llac, aconseguint la resta arribar a l'Angarà Superior en el seu extrem nord i hivernant al riu Barguzín, al costat nord-est. L'any 1644 Ivan Pokhàbov va remuntar l'Angarà fins al Baikal, convertint-se tal vegada en el primer rus a utilitzar aquesta ruta, difícil pel ràpid corrent. Va creuar el llac i va explorar el riu Selengà inferior. Cap al 1647 va repetir el viatge amb guies i visitant un Tsetsen Khan prop d'Ulan Bator. L'any 1648, Ivan Galkin va construir un ostrog al riu Barguzín que es va convertir en un centre per a l'expansió cap a l'est. En 1652 Vassili Kolésnikov va informar des de Barguzín que es podia arribar al país de l'Amur, seguint els rius Selengà, Udà i Khilok fins a aconseguir els futurs llocs de Txità i Nértxinsk. L'any 1653 Piotr Bekétov, en el seu segon gran viatge per explorar i recaptar impostos, va prendre la ruta de Kolésnikov fins al llac Irguén, a l'oest de Txità i, durant l'hivern, un dels seus homes, Uràssov, va fundar Nértxinsk, a la vora del riu Nercha. La següent primavera va intentar d'ocupar Nértxinsk, però va ser obligat pels seus homes a unir-se a Stepànov a l'Amur. Nértxinsk va ser destruït pels tungús locals, però reconstruït l'any 1658.